# 1000-km-Rennen von Monza 1973

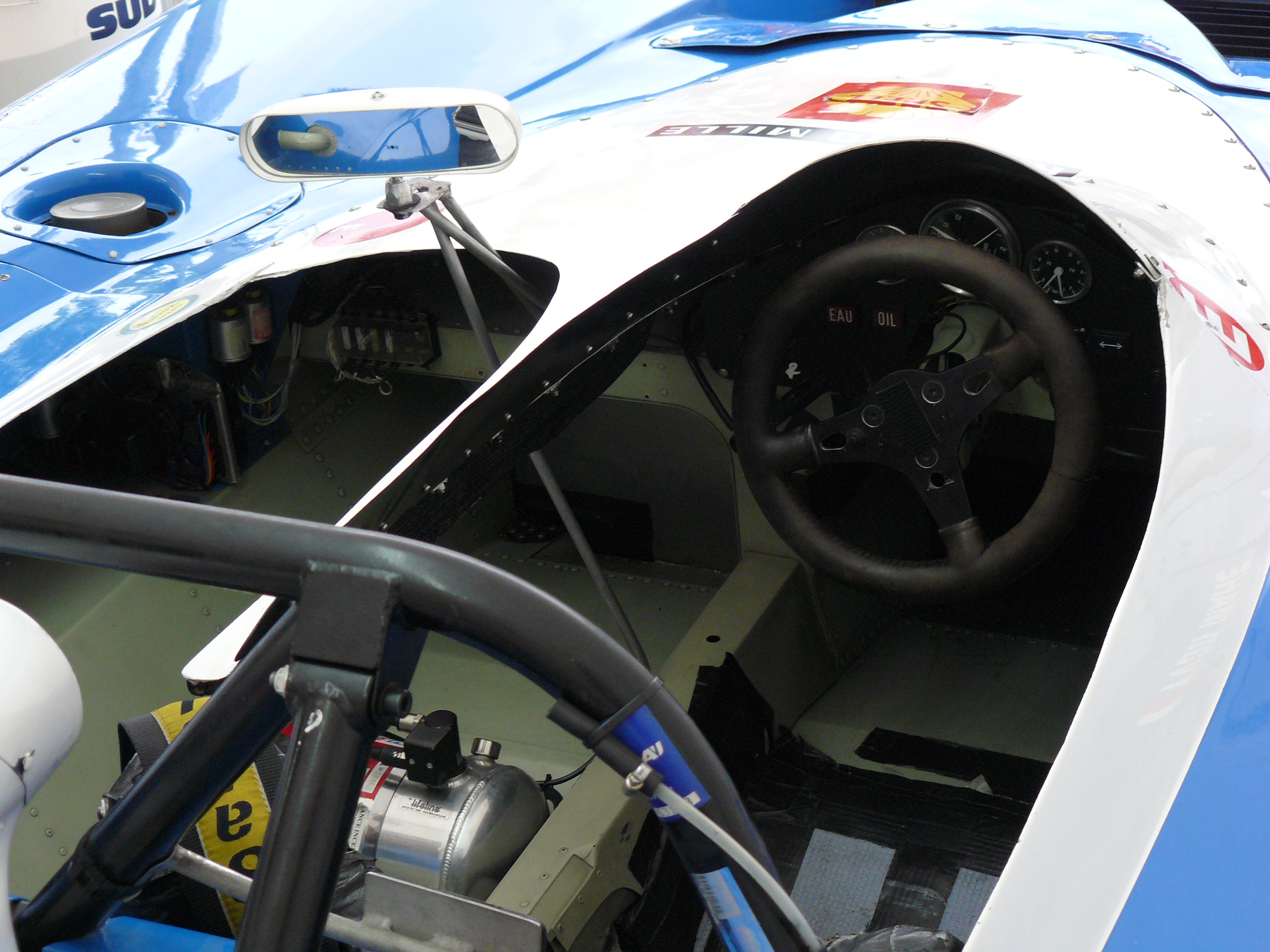
Cockpit eines Matra MS670

Das zwölfte 1000-km-Rennen von Monza, auch Trofeo Filippo Caracciolo, 1000 km di Monza, Autodromo Nazionale di Monza, fand am 25. April 1973 auf dem Autodromo Nazionale Monza statt und war der vierte Wertungslauf der Sportwagen-Weltmeisterschaft dieses Jahres.

## Das Rennen
Vor der Veranstaltung in Monza waren 1973 schon drei Wertungsläufe der Sportwagen-Weltmeisterschaft ausgefahren worden. Beim Saisoneröffnungsrennen, dem 24-Stunden-Rennen von Daytona, waren im Februar Peter Gregg und Hurley Haywood auf einem Porsche Carrera RSR siegreich geblieben. 1 1/2 Monate später gewannen Henri Pescarolo, Gérard Larrousse und François Cevert mit ihrem Matra-Simca MS670B, vor drei Werks-Ferrari 312PB das 6-Stunden-Rennen von Vallelunga. Das 1000-km-Rennen von Dijon endete ebenfalls mit einem Erfolg der Matra-Mannschaft Pescarolo/Larrousse.
Auch das Rennen in Monza wurde vom Zweikampf Ferrari gegen Matra geprägt. Diesmal hatte die Scuderia das bessere Ende für sich und feierte einen Doppelsieg durch Jacky Ickx, Brian Redman, Carlos Reutemann und Tim Schenken.

## Ergebnisse

### Schlussklassement
| 1                  | S 3.0    | 1  | Spa Ferrari SEFAC       | Jacky Ickx Brian Redman                                      | Ferrari 312PB long  | 174 |
| 2                  | S 3.0    | 3  | Spa Ferrari SEFAC       | Carlos Reutemann Tim Schenken                                | Ferrari 312PB long  | 171 |
| 3                  | S 3.0    | 6  | Equipe Matra-Simca      | Henri Pescarolo Gérard Larrousse                             | Matra-Simca MS670B  | 164 |
| 4                  | S 2.0    | 24 | Scuderia Brescia Corse  | Vincenzo Cazzago Giancarlo Gagliardi                         | Lola T290           | 150 |
| 5                  | S 3.0    | 16 | Scuderia Brescia Corse  | Marsilio Pasotti Carlo Facetti                               | Alfa Romeo T33/TT/3 | 149 |
| 6                  | S 2.0    | 25 | Citta dei Mille         | Giorgio Schön Gianfranco Palazzoli                           | Lola T290           | 145 |
| 7                  | S 2.0    | 33 | Luigi Moreschi          | Luigi Moreschi Francesco di Matteo                           | Chevron B21         | 143 |
| 8                  | GT 3.0   | 84 | Porsche Kremer Racing   | Clemens Schickentanz Erwin Kremer                            | Porsche Carrera RSR | 142 |
| 9                  | GT 3.0   | 88 | Porsche Club Romand     | Bernard Chenevière Peter Zbinden                             | Porsche Carrera RSR | 140 |
| 10                 | S 1.6    | 51 | Mario Nadari            | Cosimo Turizio Achille Marzi                                 | Chevron B21         | 135 |
| 11                 | S 3.0    | 7  | Equipe Matra-Simca      | Jean-Pierre Beltoise François Cevert                         | Matra-Simca MS670B  | 134 |
| 12                 | GT 3.0   | 85 | Porsche Kremer Racing   | John Fitzpatrick Paul Keller                                 | Porsche Carrera RSR | 134 |
| 13                 | S 2.0    | 21 | Ecurie Bonnier Team BIP | Carlos Gaspar Jorge Pinhol                                   | Lola T292           | 132 |
| 14                 | S 1.6    | 53 | Scuderia S. Michele     | Giovanni Morelli Mauro Nesti                                 | Chevron B21         | 123 |
| Nicht klassiert    |          |    |                         |                                                              |                     |     |
| 15                 | GT + 3.0 | 61 | Momo Racing             | Corrado Manfredini Giampiero Moretti                         | De Tomaso Pantera   | 118 |
| 16                 | GT 3.0   | 92 | Ennio Bonomelli         | Ennio Bonomelli Teodoro Zeccoli                              | Porsche Carrera RSR | 114 |
| 17                 | GT + 3.0 | 64 | Gabriele Gottifredi     | Gabriele Gottifredi Giancarlo Galimberti Cristiano Del Balzo | De Tomaso Pantera   | 107 |
| Ausgefallen        |          |    |                         |                                                              |                     |     |
| 18                 | S 2.0    | 23 | Ecurie Bonnier Team BIP | Ray Fallo José Dolhem                                        | Lola T292           | 115 |
| 19                 | S 2.0    | 35 | Scuderia Brescia Corse  | Mauro Formento Luigi Pozzo                                   | Chevron B21         | 111 |
| 20                 | S 2.0    | 37 | Squadra Tartaruga       | Peter Ettmüller Walter Frey                                  | Chevron B19/23      | 108 |
| 21                 | S 3.0    | 14 | Porsche Club Romand     | Claude Haldi Juan Fernández                                  | Porsche 908/03      | 103 |
| 22                 | S 1.6    | 54 | Eris Tondelli           | Stefano Buonapace Eris Tondelli                              | Chevron B21         | 101 |
| 23                 | S 3.0    | 4  | Gulf Racing             | Derek Bell Howden Ganley                                     | Mirage M6           | 100 |
| 24                 | S 2.0    | 36 | Ian Harrower            | Ian Harrower James Bell                                      | Chevron B21         | 83  |
| 25                 | S 2.0    | 32 | Abele Tanghetti         | Abele Tanghetti Luciano Rassega                              | Chevron B21         | 79  |
| 26                 | S 3.0    | 81 | Martini Racing Team     | Gijs van Lennep Herbert Müller                               | Porsche Carrera RSR | 62  |
| 27                 | S 3.0    | 5  | Gulf Racing             | Mike Hailwood Vern Schuppan Derek Bell                       | Mirage M6           | 53  |
| 28                 | S 3.0    | 10 | Jolly Club              | Pino Pica Giorgio Pianta                                     | Lola T280/2         | 42  |
| 29                 | S 3.0    | 15 | Wicky Racing Team       | André Wicky Max Cohen-Olivar                                 | Porsche 908/02      | 22  |
| 30                 | S 2.0    | 22 | Ecurie Bonnier Team BIP | Carlos Santos Mário de Araújo Cabral                         | Lola T292           | 20  |
| 31                 | S 3.0    | 82 | Martini Racing Team     | George Follmer Manfred Schurti                               | Porsche Carrera RSR | 19  |
| 32                 | S 2.0    | 31 | Ceramiche Pagnossin     | Gabriele Serblin Andrea de Adamich                           | March 73S           | 15  |
| 33                 | S 1.6    | 52 | Giovanni Lise           | Giovanni Lise Umberto Grano                                  | Chevron B21         | 12  |
| 34                 | S 3.0    | 2  | Spa Ferrari SEFAC       | Arturo Merzario Carlos Pace                                  | Ferrari 312PB long  | 7   |
| 35                 | GT + 3.0 | 66 | Citta dei Mille         | Massimo Martino Alvaro Valtellina                            | De Tomaso Pantera   | 7   |
| 36                 | S 3.0    | 12 | Reinhold Joest          | Reinhold Joest Mario Casoni                                  | Porsche 908/03      | 1   |
| Nicht gestartet    |          |    |                         |                                                              |                     |     |
| 37                 | S 3.0    | 9  | Automobiles Ligier      | Guy Ligier Jean-Pierre Jarier                                | Ligier JS2          | 1   |
| 38                 | S 2.0    | 26 | Vic Elford              | Luigi Colzani Alain Peltier                                  | March 73S           | 2   |
| 39                 | S 2.0    | 39 | Scuderia Pegaso         | Eugenio Renna Ignazio Capuano                                | Chevron B23         | 3   |
| 40                 | S 2.0    | 42 | AMS Corse               | Francesco Cerulli-Irelli Martino Finotto Manfred Mohr        | AMS 273             | 4   |
| 41                 | S 2.0    | 49 | Scuderia Brescia Corse  | Vincenzo Cazzago                                             | Lola T290           | 5   |
| 42                 | GT + 3.0 | 63 | Jolly Club              | Cristiano Del Balzo Marcello Gallo                           | De Tomaso Pantera   | 6   |
| Nicht qualifiziert |          |    |                         |                                                              |                     |     |
| 43                 | S 2.0    | 45 | Scuderia Brescia Corse  | Franco Berruto Mario Ilotte                                  | Abarth 2000         | 7   |
| 44                 | S 2.0    | 46 | Bernd Becker            | Bernd Becker Elmar Clever                                    | Porsche 910         | 8   |
| 45                 | S 2.0    | 48 | Wicky Racing Team       | Philippe Carron Jean-Pierre Aeschlimann                      | Porsche 907         | 9   |
| 46                 | S 1.6    | 55 | Bruno Bonacina          | Bruno Bonacina Angelo Mola Roberto Bottanelli                | Abarth              | 10  |
| 47                 | S 1.6    | 56 | Marco Crosina           | Marco Crosina Roby Filannino                                 | Lola T290           | 11  |
| 48                 | GT + 3.0 | 67 | Mario Radicella         | Mario Radicella Carlo Pietromarchi Gianni Dall’Olio          | Ferrari 365 GTB/4   | 12  |
| 49                 | GT 3.0   | 83 | Rallye Gemeinschaft Ulm | Eberhard Sindel Wilhelm Siegle                               | Porsche Carrera RSR | 13  |
| 50                 | GT 3.0   | 86 | Crowne Racing           | Chris Craft Martin Birrane                                   | Porsche Carrera RSR | 14  |

1 nicht gestartet
2 nicht gestartet
3 Zündungsschaden im Training
4 Motorschaden im Training
5 nicht gestartet
6 nicht gestartet
7 nicht qualifiziert
8 nicht qualifiziert
9 nicht qualifiziert
10 nicht qualifiziert
11 nicht qualifiziert
12 nicht qualifiziert
13 nicht qualifiziert
14 nicht qualifiziert

### Nur in der Meldeliste
Hier finden sich Teams, Fahrer und Fahrzeuge, die ursprünglich für das Rennen gemeldet waren, aber aus den unterschiedlichsten Gründen daran nicht teilnahmen.
| Pos. | Klasse   | Nr. | Team                 | Fahrer                                  | Chassis             |
| ---- | -------- | --- | -------------------- | --------------------------------------- | ------------------- |
| 51   | S 3.0    | 8   | Scuderia Filipinetti | Reine Wisell Jean-Louis Lafosse         | Lola T282           |
| 52   | S 3.0    | 11  | Jolly Club           | Giorgio Schön Jean Canonica             | Lola T292           |
| 53   | S 2.0    | 27  | Vic Elford           | Claude Swietlik                         | March 73S           |
| 54   | S 2.0    | 28  | Vesuvio              | Ciro Nappi Cosimo Turizio               | March 73S           |
| 55   | S 2.0    | 29  | Trivellato           | Toine Hezemans Dieter Quester           | March 73S           |
| 56   | S 2.0    | 34  | Eris Tondelli        | Eris Tondelli Stefano Buonapace         | Chevron B23         |
| 57   | S 2.0    | 38  | Roger Heavens        | Roger Heavens Hervé LeGuellec           | Chevron B21         |
| 58   | S 2.0    | 41  | Michel Dupont        | Michel Dupont Carlo Franchi             | Chevron B23         |
| 59   | S 2.0    | 43  | AMS Corse            | Francesco Cerulli-Irelli Carlo Zuccoli  | AMS 273             |
| 60   | S 2.0    | 44  | Grac                 | Peter Mattli Heinrich Wiesendanger      | Grac MT14S          |
| 61   | S 1.6    | 57  | AMS Corse            | Pasquale Anastasio Cesare Garrone       | AMS 273             |
| 62   | S 1.6    | 58  | Grac                 | Heinz Schulthess Cox Kocher             | Grac MT14S          |
| 63   | GT + 3.0 | 62  | Momo Racing          | Giampiero Moretti Adelmo Fossati        | De Tomaso Pantera   |
| 64   | GT + 3.0 | 65  | Citta dei Mille      | Vincenzo Zanini Giulio Rossi            | De Tomaso Pantera   |
| 65   | GT 3.0   | 87  | Joseph Greger        | Joseph Greger                           | Porsche Carrera RSR |
| 66   | GT 3.0   | 89  | Anton Fischhaber     | Anton Fischhaber                        | Porsche Carrera RS  |
| 67   | GT 3.0   | 91  | Victor Blanc         | Victor Blanc                            | Porsche Carrera RS  |
| 68   | GT 3.0   | 93  | Wicky Racing Team    | Philippe Carron Jean-Pierre Aeschlimann | Porsche Carrera RS  |

### Klassensieger
| Klasse   | Fahrer                  | Fahrer              | Fahrzeug            | Platzierung im Gesamtklassement |
| -------- | ----------------------- | ------------------- | ------------------- | ------------------------------- |
| S 3.0    | Jacky Ickx              | Brian Redman        | Ferrari 312PB long  | Gesamtsieg                      |
| S 2.0    | Vincenzo Cazzago        | Giancarlo Gagliardi | Lola T290           | Rang 4                          |
| S 1.6    | Cosimo Turizio          | Achille Marzi       | Chevron B21         | Rang 10                         |
| GT + 3.0 | kein Teilnehmer im Ziel |                     |                     |                                 |
| GT 3.0   | Clemens Schickentanz    | Erwin Kremer        | Porsche Carrera RSR | Rang 8                          |

### Renndaten
- Gemeldet: 68
- Gestartet: 36
- Gewertet: 14
- Rennklassen: 5
- Zuschauer: unbekannt
- Wetter am Renntag: warm und trocken
- Streckenlänge: 5,775 km
- Fahrzeit des Siegerteams: 4:07:34,400 Stunden
- Gesamtrunden des Siegerteams: 174
- Gesamtdistanz des Siegerteams: 1004,850 km
- Siegerschnitt: 243,534 km/h
- Pole Position: François Cevert – Matra-Simca MS670B (#7) – 1:21,130 = 256,255 km/h
- Schnellste Rennrunde: François Cevert – Matra-Simca MS670B (#7) – 1:21,900 = 252,846 km/h
- Rennserie: 4. Lauf zur Sportwagen-Weltmeisterschaft 1973
- Rennserie: 2. Lauf zur italienischen Sportwagen-Meisterschaft 1973